# Bomolocha bicoloralis
Bomolocha bicoloralis là một loài bướm đêm trong họ Noctuidae.